# Fábio Zugman
Fábio Zugman (São Paulo, 24 de novembro de 1979) é um escritor brasileiro.
Autor de 6 livros publicados no Brasil, Fábio é especialista em criatividade e administração. Fábio foi pioneiro no Brasil em tratar do tema administração voltado aos profissionais liberais. Em seus livros ele defende que apenas o conhecimento técnico não basta, sendo necessário que o profissional desenvolva algumas habilidades voltadas à gestão de sua prática profissional. Em paralelo, o autor trabalha com o tema de Criatividade e Inovação.

## Trajetória
Fábio Zugman formou-se em Ciência da Computação pela Pontifícia Universidade Católica do Paraná, em 2002. Concluiu o Mestrado em Administração pela Universidade Federal do Paraná em 2004 e atualmente é doutorando em Administração pela Faculdade de Economia, Administração e Contabilidade da Universidade de São Paulo.

## Administração para Profissionais Liberais
Publicado em 2005, o livro "Administração para Profissionais Liberais" inaugura a carreira do autor. O livro reúne diversos tópicos vistos pelo autor como indispensáveis a qualquer profissional liberal. Esse livro recebeu uma edição revisada e ampliada em 2012.
Em 2011, Fábio lançou "Empreendedores Esquecidos", que aborda tópicos diferentes daqueles em seu primeiro livro. O autor introduz o termo "Empreendedor Esquecido" no vocabulário como sendo todo aquele profissional que é um empreendedor por natureza, mas acaba esquecido dos trabalhos sobre o assunto que focam empreendedores tradicionais. Nessa categoria se enquadram médicos, advogados, e outros profissionais liberais que possuem um conhecimento técnico e precisam atuar no mercado.

## Criatividade
O "Mito da Criatividade" foi o primeiro trabalho do autor sobre o tema. O autor defende que há um mito em torno do conceito de criatividade. Segundo esse mito, pessoas criativas seriam abençoadas com habilidades especiais, se colocando em outra categoria do que pessoas não criativas. Assim, haveria pessoas criativas e não criativas no mundo. Em um de seus exemplos mais conhecidos, é feita uma comparação no livro entre os personagens Batman e Superman (Super-Homem). Segundo o autor, o Super-Homem é um super-herói que chega pronto à terra. Ele simplesmente cai do céu com habilidades especiais que o tornam diferente das outras pessoas. O Batman, por outro lado, é uma pessoa normal que teve que treinar e lutar para se tornar especial. A tese central do livro é que ao olhar feitos criativos, "Olhamos o Batman, mas vemos o Super-homem". Em outras palavras, há uma tendência em observar grandes feitos como feitos por pessoas especiais, quando na realidade eles são resultado de longos processos.
Em criatividade sem Segredos o autor aborda o assunto de uma forma mais aplicada. O livro deixa a teoria de lado e foca no lado técnico da criatividade.

## Outros trabalhos
Fábio também é autor de um livro sobre governo eletrônico e co-autor de um dicionário sobre estratégia empresarial.
Outros trabalhos também receberam atenção da mídia.